# إميل بيترو
إميل بيترو (بالرومانية: Emil Petru)‏ هو لاعب كرة قدم روماني في مركز الوسط، ولد في 28 سبتمبر 1939 في Târnăveni ‏ في رومانيا، وتوفي في 1 مارس 1995 في كلوج نابوكا في رومانيا. شارك مع منتخب رومانيا لكرة القدم. أما مع النوادي، فقد لعب مع جامعة كلوج ودينامو بوخارست وسي إف آر كلوج.

## وصلات خارجية
- إميل بيترو على موقع قاعدة بيانات كرة القدم.إي يو (الإنجليزية)
- إميل بيترو على موقع ناشيونال فوتبول تيمز (الإنجليزية)
- إميل بيترو على موقع عالم كرة القدم.نت (الإنجليزية)
- إميل بيترو على موقع أوليمبيديا (الإنجليزية)